# Aedes Tensarum
Aedes Tensarum (também conhecido como Aedes Thensarum, Thensarium ou Tensarium Vetus) foi um pequeno templo localizado na area Capitolina no Monte Capitolino da Antiga Roma, cuja existência é atestada apenas por um diploma militar.
Este pequeno templo era usado como depósito onde as carruagens que carregavam as exuviae (representações sagradas) de divindades eram mantidas.